# Sever Șter
Sever Șter (n. 1 septembrie 1951) este un senator român în legislatura 2004-2008 ales în județul Satu Mare pe listele partidului PSD. În cadrul activității sale parlamentare, Sever Șter a fost membru în grupurile parlamentare de prietenie cu Republica Letonia, Republica Federativă a Brazilei și Republica Slovacă. Sever Șter a înregistrat 77 de luări de cuvânt în 67 de ședințe parlamentare. Sever Șter  a inițiat 25 de pripuneri legislative, din care 3 au fost promulgate legi. Sever Șter a fost membru în comisia pentru agricultură, silvicultură și dezvoltare rurală (din feb. 2005) și în comisia pentru sănătate publică (până în feb. 2005).  